# Rutland (Ohio)
Pour les articles homonymes, voir Rutland (homonymie).
Rutland est un village américain situé dans le comté de Meigs, dans l'Ohio. Selon le recensement de 2010, sa population est de 393 habitants.